# Live Rites
Live Rites – drugi album koncertowy doom metalowego zespołu Pentagram wydany września 2011 roku przez wytwórnię Svart Records.

## Lista utworów
1. „Day of Reckoning” – 3:24
2. „Forever My Queen” – 2:36
3. „The Ghoul” – 5:21
4. „Into the Ground” – 4:14
5. „Evil Seed” – 5:20
6. „Call the Man” – 3:33
7. „Relentless” – 4:25
8. „Nothing Left” – 3:29

## Twórcy
| Pentagram w składzie - Bobby Liebling – wokal - Victor Griffin – gitara - Greg Turley – gitara basowa - Albert Born – perkusja | Personel - Joona Lukala – miksowanie, mastering - Chrzu – projekt okładki |